# Ozurgeti
Ozurgeti (gruzijski: ოზურგეთი, stari naziv Macharadze ili  Makharadze) je grad u Gruziji središte regije Gurije. Nalazi se na jugozapadu države.

## Povijest
Ozurgeti je osnovan u kasnom srednjem vijeku i bio je jedno vrijeme glavni grad Kneževine Gurie. U kasnijim stoljećima postao je trgovačko središte, o čemu svjedoči i otkriće 270 srebrnih novčića ispod grada ("Ozurgetsko blago").
Službeno je proglašen gradom 1840. godine. U 19. stoljeću Frederic Dubois de Montperreux, Dimitri Bakradze, Sergej Meskhi (1878.) i Tedo Sakhokia (1896) doputovali su u Ozurgeti i objavlju opise grada. Ozurgeti je imao strateški položaj u rusko-turskom ratu (1877. – 1878.).
U 19. stoljeću guverner Michail Voroncov naredio je sadnju vinove loze izabele u vrtu izvan središnjeg gradskog trga.
Nakon ruske revolucije 1917.  grad je preimenovan u Makharadze u čast boljševičkom revolucionararu Filippu Makharadzu. Prvobitno ime vraćeno je 1990. godine nakon što je Gruzija stekla neovisnost. Granice grada proširene su 1990. pripojenjem okolnih naselja.

## Demografija
Prema popisu stanovništva iz 2002. godine u gradu je živjelo 18.705 stanovnika, dok je 2014. u njemu živjelo 14.785 stanovnika. 
Etničke sastav stanovništva (2014):
- Gruzijci - 94,5%
- Armenci - 3,8%
- Rusi- 0,8%

## Klima
Grad ima vlažnu suptropsku klimu s značajnom količinom padalina tijekom cijele godine. Siječanj je najhladniji a kolovoz najtopliji mjesec. Snijeg je rijedak i javlja se uglavnom u siječnju, veljači i početkom ožujka.

## Vanjske poveznice
|  | Zajednički poslužitelj ima još gradiva o temi Ozurgeti |

- Službena stranica  Arhivirana inačica izvorne stranice od 18. svibnja 2013. (Wayback Machine)

- Internet stranica Guria regije   Arhivirana inačica izvorne stranice od 21. srpnja 2011. (Wayback Machine)